# Evil (singel Ladytron)
„Evil” – singel brytyjskiego zespołu muzyki elektronicznej Ladytron, wydany 30 czerwca 2003 roku przez wytwórnię Telstar. Ukazał się on na płycie dwunastocalowej oraz na płycie kompaktowej. 
Jest to trzeci singel z drugiego albumu Light & Magic wydanego 17 września 2002 roku.

## Lista utworów
| „Evil” (CD1 – Telstar – CDSTAS3331) | „Evil” (CD1 – Telstar – CDSTAS3331)            | „Evil” (CD1 – Telstar – CDSTAS3331) |
| Nr                                  | Tytuł utworu                                   | Długość                             |
| ----------------------------------- | ---------------------------------------------- | ----------------------------------- |
| 1.                                  | „Evil (Radio Edit)”                            | 4:13                                |
| 2.                                  | „Oops (Oh My)”                                 | 2:50                                |
| 3.                                  | „Evil (Tony Senghore's Automatic Vocal Remix)” | 8:07                                |
|                                     |                                                | 15:10                               |

| „Evil” (CD2 – Telstar – CXSTAS3331) | „Evil” (CD2 – Telstar – CXSTAS3331) | „Evil” (CD2 – Telstar – CXSTAS3331) |
| Nr                                  | Tytuł utworu                        | Długość                             |
| ----------------------------------- | ----------------------------------- | ----------------------------------- |
| 1.                                  | „Evil (Axl Of Evil Mix)”            | 4:07                                |
| 2.                                  | „Cracked LCD”                       | 2:35                                |
| 3.                                  | „Evil (M-Factor Remix)”             | 7:51                                |
|                                     |                                     | 14:33                               |

| „Evil” (12" – Telstar – 12STAS3331) | „Evil” (12" – Telstar – 12STAS3331)            | „Evil” (12" – Telstar – 12STAS3331) |
| Nr                                  | Tytuł utworu                                   | Długość                             |
| ----------------------------------- | ---------------------------------------------- | ----------------------------------- |
| 1.                                  | „Evil (Tony Senghore's Automatic Vocal Remix)” | 8:07                                |
| 2.                                  | „Evil (Ewan Pearson Remix)”                    | 6:06                                |
|                                     |                                                | 14:13                               |

Źródła:

## Teledysk
Powstały dwa teledyski do utworu „Evil”. Wersja brytyjska miała swoją premierę w 2003 roku i została wyreżyserowana przez Scotta Lyona. Druga, amerykańska wersja ukazała się w tym samym roku, a jej reżyserami byli James Slater i Neil McLean.

## Pozycje na listach przebojów
| Organizacja | Lista                        | Najwyższa pozycja | Źr.    |
| ----------- | ---------------------------- | ----------------- | ------ |
| OCC         | UK Singles Chart             | 44                | [ 10 ] |
| OCC         | UK Physical Singles Chart    | 44                | [ 10 ] |
| OCC         | UK Dance Singles Chart       | 4                 | [ 10 ] |
| OCC         | UK Independent Singles Chart | 6                 | [ 10 ] |